# 北都物語
『北都物語』（ほくとものがたり）は、渡辺淳一の小説。北海道ローカルの月刊誌『クオリティ』の1973年1月号から1974年7月号に連載された。単行本は新潮社、河出書房新社からそれぞれ出版された。本項目では、同作を原作としたテレビドラマ『北都物語-絵梨子のとき-』（ほくとものがたり えりこのとき）についても記述する。

## ストーリー
単身赴任している45歳の東旗商事札幌支店長・塔野三郎と、塔野が札幌のスナックバーで知り合った女子大生・布部絵梨子とのひと冬の愛の物語を中心に、札幌、天北原野など北海道を舞台にして描く。絵梨子は父・重治がバー「クラビクラ」のママ・赤木郁乃と愛人関係にあるという複雑な人間関係の中、樋口良と交際していた。ある日、絵梨子は良に別れを切り出したところ、猟銃で撃たれそうになるが、逆に猟銃が暴発して良が怪我をする。その猟銃は塔野の自宅から盗み出されたものだった。そんなことから、絵梨子と塔野は知り合う。しかし塔野は東京に妻子を残しており、秘書の葛原晶子にも想いを寄せられているという身。しかも晶子はかつて東旗商事札幌支店でトラック運転手をしていた良とも関係を持っていた。その良はなおも絵梨子を想い続け、狂気に走ろうとする…。

## テレビドラマ
1975年1月9日から1975年5月1日まで、毎週木曜日21:00〜21:55の枠で放映。全17話。ヘリコプターを駆使した大掛かりなロケも敢行した。布部絵梨子役の金沢碧は一般公募で集まった約5000人の中から選ばれ、本作でデビューした。

### キャスト
- 塔野三郎：二谷英明
- 布部絵梨子：金沢碧
- 塔野周子：渡辺美佐子 - 塔野三郎の妻
- 樋口良：沖雅也
- 樋口順子：五十嵐じゅん - 樋口良の妹
- 葛原晶子：佐藤友美 - 塔野の秘書
- 赤木郁乃：朝丘雪路 - バー「クラビクラ」ママ
- 高村二郎：永井秀和
- 布部重治：木村功 - 絵梨子の父
- 伸子：伊佐山ひろ子
- 冬子：緑魔子 - 天北の飲み屋「雪割草」のママ
- 敬介：島津元 - 「クラビクラ」のバーテン
- 小谷マリ
- 穂積隆信
- 浮田左武郎
- 田中明夫
- 岸野一彦
- 吉田刑事：草薙幸二郎
- 塔野久美子：赤木美絵 - 塔野三郎の娘
- 塔野信一：小田晋也 - 塔野三郎の息子
- 絵梨子の母：富永美沙子
- ナレーター：日下武史

### スタッフ
- プロデューサー：森開逞次、鶴橋康夫
- 原作：渡辺淳一
- 脚本：市川森一
- 演出：村木良彦
- 音楽：坂田晃一
- 効果：宮下博行
- 撮影技術：中吉正、柿崎英夫
- カメラ：湯本秀広、島津久純、庵跡紀彦
- 映像：白鳥好一
- 照明：沼田豊、コールツプロ
- 音声：三浦大和、柿崎香
- VTR：三宅雅敏、河原木貞雄
- 美術：橋本潔
- 美術制作：天野信夫
- 美術進行：山本泰治
- 装置：稲葉要三
- 装飾：栗原勝男
- 持道具：渡辺力男
- 化粧：栗山清
- 衣裳：岩崎啓二
- 衣裳協力：林勝太郎、オーキットルーム
- 制作協力：札幌テレビ放送（山田義幸）、パビック、日比谷スタジオ
- 制作：テレパック、よみうりテレビ

### 主題歌
- 『めぐりあい』　歌：真木悠子（作詞：万里村ゆき子、作曲・編曲：坂田晃一）
  - 挿入歌『絵梨子のとき』　歌：真木悠子（作詞：万里村ゆき子、作曲・編曲：坂田晃一）